# Meic Stevens
Pour les articles homonymes, voir Stevens.
Pour l'écrivain, voir Meic Stephens.
Meic Stevens est un auteur-compositeur-interprète gallois né le 13 mars 1942 à Solva, dans le Pembrokeshire. Il est souvent surnommé « le Bob Dylan gallois ». Ses chansons, entre rock et musique traditionnelle galloise, ont influencé des groupes comme Gorky's Zygotic Mynci ou Super Furry Animals.

## Biographie
Issu d'une famille non-conformiste du Pembrokeshire, Louis Michael James Stevens commence à s'intéresser à la musique au milieu des années 1950. Il convainc ses grands-parents de lui acheter sa première guitare et écrit ses premières chansons. Durant ses études d'art, il se produit dans les bars et les boîtes de nuit de Cardiff, puis parcourt l'Europe en auto-stop.
Repéré par le disc-jockey Jimmy Savile en 1964 à l'université de Cardiff, il a l'occasion d'enregistrer son premier 45 tours pour le label Decca Records. Les arrangements des cordes y sont assurés par John Paul Jones, le futur bassiste de Led Zeppelin. Le single Did I Dream / I Saw a Field paraît sous le nom de « Mike Stevens » en juin 1965, mais il ne rencontre pas le succès.
Souffrant de dépression nerveuse, Stevens rentre au pays de Galles fin 1966. Il décide alors de s'inspirer de la musique traditionnelle de son pays natal tout en reprenant les codes de la musique populaire du moment. Il traduit en gallois plusieurs de ses chansons et enregistre une série d'EP pour la petite maison de disques Wren Records, basée à Llandybie dans le Carmarthenshire.
Décidé à percer hors du pays de Galles, Stevens se rend fréquemment à Londres. Sa musique acquiert durant cette période des accents psychédéliques. Il parvient à décrocher un contrat avec Warner Bros. Records à la fin de l'année 1969 et enregistre un album en anglais pour ce label, Outlander. C'est un échec commercial et le chanteur, déçu, rentre au pays. Il contribue à la création de Sain avec les chanteurs Dafydd Iwan et Huw Jones (cy) en produisant le premier disque publié par ce label, Dŵr, une chanson interprétée par Jones.
Stevens apparaît fréquemment à la télévision galloise (HTV) au début des années 1970. Sa chanson Y Brawd Houdini devient le générique de l'émission musicale Disg a dawn et il joue un petit rôle dans la série historique Arthur, roi des Celtes. À la fin de l'année 1971, il enregistre un album entièrement en gallois, Gwymon. Les séances sont financées par Warner Bros., mais grâce à une clause de son contrat, Stevens reste entièrement maître de ces chansons, qui sont publiées par Wren l'année suivante sur un 33 tours pressé à 500 exemplaires seulement.
En 1973, Stevens quitte le Royaume-Uni, frustré par l'état de la scène musicale galloise, pour s'installer en Bretagne. Au cours des années qui suivent, il se produit dans de nombreux festivals, profitant du renouveau de la musique bretonne, mais il n'enregistre aucun nouveau disque avant son retour au pays de Galles, en 1976. Un nouvel album voit le jour l'année suivante, Gôg, sur le label Sain. Il est suivi deux ans plus tard d'un disque auto-édité, Caneuon cynnar, sur lequel Stevens reprend d'anciennes compositions parues sur ses EP de Wren.
Stevens continue à publier des albums tout au long des années 1980, 1990 et 2000 sur les labels Sain et Crai. En 2004, il publie son autobiographie, Solva Blues, chez l'éditeur gallois Y Lolfa (en). Il s'installe au Canada au début des années 2010.

## Discographie

### Singles
- 1965 : Did I Dream / I Saw a Field (Decca)
- 1970 : Nid oes un gwydr ffenestr / Rhywbeth gwell i ddod (Wren)
- 1975 : Brenin y nos / Shw' mae? Shw' mae? (Festival)